# Airport Heights
Airport Heights – jednostka osadnicza w Stanach Zjednoczonych, w stanie Teksas, w hrabstwie Starr.